# محدوده ترافیکی با انتشار گازهای آلاینده کمتر

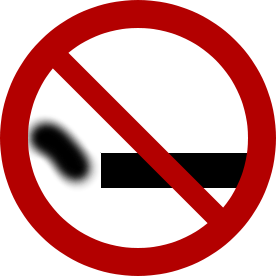
تابلو راهنمایی و رانندگی مخصوص معرفی محدوده ترافیکی با انتشار گازهای آلاینده کمتر (LEZ)

محدوده ترافیکی با انتشار گازهای آلاینده کمتر (به انگلیسی: low-emission zone)، یک ناحیه از پیش تعریف شده‌است؛ که به‌منظور کمک به بهبود کیفیت هوا و دسترسی برخی از وسایل نقلیه آلاینده به آن،  محدود یا ممنوع شده‌است.
این قانون ممکن است به نفع وسایل نقلیه‌ای همچون: خودروهای هیبریدی الکتریکی و یا وسایل نقلیه بدون آلایندگی 《سبز》همچون وسایل نقلیه تمام برقی باشد.
محدوده ترافیکی با آلایندگی صفر نیز همانند محدوده ترافیکی با انتشار گازهای آلاینده کمتر است، با این تفاوت که تنها خودروهای با آلایندگی صفر مجوز ورود به آن را دارا میباشند.

## اروپا

تابلو نشان دهنده محدوده ترافیکی با انتشار گازهای آلاینده کمتر در کشور آلمان (LEZ)

پروژه LEZs و ZLZsبرای کمک به تحقق مقادیر تعیین شده کیفیت هوا مبتنی بر اجلاس سلامت اتحادیه اروپا در بیش از ۲۲۰ شهر و کلان‌شهر، چهارده کشور سرتاسر قاره اروپا به مرحله اجرا درآمده یا در حال تدارک اجرایست.
این به آن معناست که خودروهای آلاینده از ورود به داخل محدوده طرح منع شده‌اند، یا در برخی از خودروها که عهده‌دار مسئولیت خاصی می‌باشند، ورود آن‌ها به داخل این محدوده هنگامی که میزان آلایندگی آن‌ها بالاتر از حد تعیین شده‌است ممکن خواهد بود.
بسته به شرایط منطقه‌ای ممکن است خودروهای مختلفی تابع شرایط این قانون گردند. وسایل نقلیه دیزلی مانند برخی از ون‌های دیزلی در تمامی این طرح‌ها مشمول کنترل می‌باشند. سایر خودروهای دیزلی و بنزینی نیز شامل کنترل هستند. در ایتالیا موتورسیکلت‌ها و موتورهای سه چرخه نیز در این طرح لحاظ می‌گردند.
یک تارنمای اینترنتی عمومی که بتوسط نهادهای شهر و وزارت‌خانه ایجادگردیده به ارائه اطلاعات بروز شده از نحوه به اجرا درآمدن و تدارک اجرایی طرح اقدام می‌نمایید. این اطلاعات شامل شهرهای مشمول طرح، نوع خودروهای ممنوعه، میزان آلایندگی استاندارد مورد تأیید و تاریخ اجرا طرح ترافیکی می‌باشد.

### آلمان
در آلمان طرح LEZ را ناحیه محیط زیستی می‌نامند(به آلمانی: Umweltzone).
درحال حاضر ۴۷ طرح LEZ در آلمان در اجرا یا طراحی می‌باشد.
شهرهای برلین، کلن و هانوفر از یکم ژانویه سال ۲۰۰۸ مراکز شهرهای خود را مشمول این طرح نموده‌اند.
این طرح از ابتدای مارس سال ۲۰۰۸ نیز در شهرهای مانهایم و اشتوتگارت به مرحله اجرا درآمده است.
شهرهای بسیار دیگری نیز در طی سال‌های آتی پیرو این طرح گردیده‌اند.

### سوئد
شهرهای همچون گوتِنبُرگ، لوند، مالمو، هلسینگبورگ، مالندال، استکهلم، مشمول این طرح می‌باشند.

### بریتانیا
شهردار لندن در چهارم فوریه ۲۰۰۸ اعلام استقرار این طرح ترافیکی را تقریباً تمام شهرستان لندن را پوشش می‌داد شد-این محدوده بزرگترین در نوع کل جهان است-.
شهر لندن در حال حاضر دارای بدترین سطح آلودگی هوا می‌باشد. در این برآورد نیمی از این آلودگی ناشی از حمل و نقل جاده‌ای است که شامل ذرات ده میکرو متری و گاز نیترواکسید موجود در پایتخت می‌شود.
طرح ترافیکی لندن آلودگی ناشی از گاز خروجی موتورهای دیزل قدیمی خودروهای مثل؛ کامیون‌ها، اتوبوس‌ها شهری و بیابانی، ون‌ها، مینی بوس‌ها و سایر وسایل نقلیه سنگین که همانند کامیون یا ون باشند -همانند کاروان‌ها نیمه یدک‌های خودکشش-.
این طرح یک برنامه گام به گام تعریف شده‌است که از چهارم فوریه سال ۲۰۰۸ تا ژانویه ۲۰۱۲ ادامه داشت.
در مدت زمان اجرا گام به گام این طرح تعداد خودروها مشمول و استاندارد آلایندگی افزایش خواهد یافت.

### هلند، دانمارک و ایتالیا
در هلند وسایل نقلیه سنگین حمل کالا، در دانمارک خودروهای با ظرفیت بالای سه و نیم تن و در ایتالیا تمامی وسایل نقلیه شامل این طرح می‌باشند.

## سایر نقاط جهان

### هنگ کنگ
از انتهای سال ۲۰۱۵ سه تقاطع مرکزی شهر هنگ کنگ به تصویب دولت این کشور مشمول طرح اتوبوس‌های با آلایندگی کمتر گردید.
در مسیرهای ورود اتوبوس‌ها به این سه منظقه رانندگان بایستی تنها از خودروهای با استاندارد آلایندگی یورو چهار و درصورت نیاز بالاتر استفاده کنند.
این طرح و برنامه در هنگ کنک برای سایر وسایل نقلیه به اجرا گذاشته نمی‌شود.

### ژاپن
شهر توکیو از مارس سال ۲۰۰۳ شامل این طرح می‌باشد.

### سنگاپور
از سال ۲۰۰۸ سنگاپور وارد برنامه LEZ گردیده در حالی به همین دلیل اتوبوس‌های درون شهری خودرو را از رده خارج نموده است.